# Valentin Mankin
Valentin Mankin (en ucraniano: Валентин Манкін; 19 de agosto de 1938-1 de junio de 2014) fue un deportista soviético que compitió en vela en las clases Finn, Tempest y Star.
Participó en cuatro Juegos Olímpicos de Verano entre los años 1968 y 1980, obteniendo cuatro medallas: oro en México 1968 (Finn), oro en Múnich 1972 (Tempest), plata en Montreal 1976 (Tempest) y oro en Moscú 1980 (Star).
Ganó una medalla de plata en el Campeonato Mundial de Finn de 1967 y una medalla de plata en el Campeonato Europeo de Finn de 1965. Además, consiguió cuatro medallas en el Campeonato Europeo de Star entre los años 1977 y 1981.

## Palmarés internacional
| Juegos Olímpicos   | Juegos Olímpicos          | Juegos Olímpicos | Juegos Olímpicos |
| Año                | Lugar                     | Medalla          | Clase            |
| ------------------ | ------------------------- | ---------------- | ---------------- |
| 1968               | Ciudad de México (México) | Medalla de oro   | Finn             |
| Campeonato Mundial |                           |                  |                  |
| Año                | Lugar                     | Medalla          | Clase            |
| 1967               | Hanko (Finlandia)         | Medalla de plata | Finn             |
| Campeonato Europeo |                           |                  |                  |
| Año                | Lugar                     | Medalla          | Clase            |
| 1965               | Cascaes (Portugal)        | Medalla de plata | Finn             |

| Juegos Olímpicos | Juegos Olímpicos  | Juegos Olímpicos | Juegos Olímpicos |
| Año              | Lugar             | Medalla          | Clase            |
| ---------------- | ----------------- | ---------------- | ---------------- |
| 1972             | Múnich (RFA)      | Medalla de oro   | Tempest          |
| 1976             | Montreal (Canadá) | Medalla de plata | Tempest          |

| Juegos Olímpicos   | Juegos Olímpicos        | Juegos Olímpicos  | Juegos Olímpicos |
| Año                | Lugar                   | Medalla           | Clase            |
| ------------------ | ----------------------- | ----------------- | ---------------- |
| 1980               | Moscú (URSS)            | Medalla de oro    | Star             |
| Campeonato Europeo |                         |                   |                  |
| Año                | Lugar                   | Medalla           | Clase            |
| 1977               | Riva del Garda (Italia) | Medalla de bronce | Star             |
| 1979               | ND                      | Medalla de oro    | Star             |
| 1980               | La Rochelle (Francia)   | Medalla de plata  | Star             |
| 1981               | Balatonfüred (Hungría)  | Medalla de bronce | Star             |